# Генрі Ґеллібранд
Генрі Ґеллібранд (англ. Henry Gellibrand, 1597—1637) — англійський математик. Відомий за свою працю про магнітне поле Землі. Відкрив, що магнітне схилення — кут відхилення стрілки компаса — не постійне, а змінюється з плином часу. Про це він заявив в 1635 році, спираючись на попередні спостереження інших, які ще не були правильно інтерпретовані.
Він також розробив метод вимірювання довготи на основі затемнень. У 1633 році Ґеллібранд видав математичні таблиці Генрі Бріґґза з укладеними логарифмами тригонометричних функцій, під назвою Trigonometria Britannica.
Був професором Грешем-коледжу, замінивши Едмунда Ґунтера в 1626 році. Похований у Сент-Пітер-Ле Поер.